# Prodecatoma diospyri
Prodecatoma diospyri är en stekelart som beskrevs av Muesebeck 1932. Prodecatoma diospyri ingår i släktet Prodecatoma och familjen kragglanssteklar. Inga underarter finns listade i Catalogue of Life.